# ゴーストトラップ
『ゴーストトラップ』（GHOST TRAP）は、アイドス・インタラクティブから2002年7月25日に発売されたゲームボーイアドバンス用ホラーアクションゲームである。

## 概要
『ゴーストヴァイブレーション』の前日譚にあたる作品（ただし、ストーリー上の繋がりはない）。罠や武器を駆使してゴーストを撃退しながら謎を解き、幽霊屋敷からの脱出を目指す。
キャラクターのグラフィックやダンジョン内の背景を 3Dレンダリングで表現することによって、ゲームボーイアドバンスでありながら3D調のグラフィックを演出することを可能としている。
そのほか、探索中に突然悲鳴が響いたり、部屋の物品が独りでに動き出したりするなどといったホラー演出も数多く盛り込まれている。

## ストーリー
ゴーストの存在を信じない幼馴染・アリシアと口論になったゴーストハンター・ジョージは、彼女にゴーストの存在を信じさせるために、幽霊屋敷として有名なアリギエリ邸へ連れて行くが、そこで閉じ込められてしまう。

## ゲームシステム
アリギエリ邸の探索
エントランスにある扉を調べることによってダンジョンに入ることができる。ダンジョンは入るたびにマップの構造が変化する自動生成ダンジョン方式となっており、ダンジョンごとに複数のフロアが存在する。プレイヤーは、フロアごとの出口を目指しながらダンジョン内を探索し、最終的に、最奥部に隠されている魔道書を見つけ出すことが目的となる。だが、ダンジョンによっては最後にボスが待ち構えている場合もある。入手した魔道書を装備した状態で扉を調べることで、新たなダンジョンに挑戦できる。
ゴーストとの戦闘
探索中に遭遇するゴーストは、ジョージの発明品・サプレッサーなどの武器で撃退する。しかし、武器は動き回るゴーストには対応していないため、ダンジョン内で拾ったり、アイテムを合成して入手した罠を仕掛けてゴーストを誘導し、動きを封じたうえで攻撃しなければならない。ゴーストに接触するとダメージを受けるほか、身動きが取れなくなって少しずつ体力を奪われる「憑依状態」に陥ることもある。ダメージを受け続けて体力が無くなるとゲームオーバーとなる。
アイテムの合成とアイテムボックス
ダンジョン内で拾ったアイテムを合成して新たなアイテムを作り出したり、罠や装備品などを強化したりすることができる。しかし、合成する数量は調節できず、合成可能な数だけ素材となったアイテムが全て消費されてしまうので注意が必要。また、エントランスに設置されているアイテムボックスにアイテムを預けることができる。
タイムアタックモード
クリアデータをロードすると、特典としてタイムアタックモードがプレイできるようになる。このモードでは、セーブ機能やアイテムボックスが利用できなくなり、最終ステージクリアまでの最速タイムを競う。

## 登場人物
ジョージ
主人公。本作ではまだ駆け出しの新米であったため、自らを「天才」や「プロ」と称したりするなどやや自信過剰な言動が目立つ。アリシアにゴーストハンターを辞めるように説得されたことに腹を立て、彼女に自分の仕事ぶりを見せようとアリギエリ邸へ連れて行く。
アリシア
ジョージの幼馴染。ゴーストの存在を信じておらず、彼にゴーストハンターを辞めるように説得しに行ったことがきっかけで今回の事件に巻き込まれる。
カロル
アリギエリ邸を見物に来て閉じ込められた男性。ゴーストに襲われて負傷し、アリギエリ邸から生還するためにジョージたちに協力するが、ストーリーが進むにつれて彼の正体と真の目的が判明する。

## アイテム
武器
ゴースト撃退用の武器。装備することで効果を発揮する。「サプレッサー系」、「タリスマン系」、「クリスタル」の3種類が存在し、それぞれ「攻撃力」や「クリティカル発生率」の高さが異なるが、どれも罠で動きを封じたゴーストにしか対応していないという共通点がある。
防具
ゴーストからの攻撃によるダメージを軽減する。武器と同様に装備することで効果を発揮する。「防御力」と憑依状態からの復帰を早める「対憑依」の2種類のステータスが存在する。中には、装備中に少しずつライフを回復させるなどといった特殊効果を持つものも存在する。
罠
対ゴースト用の罠。罠に掛かったゴーストの動きを封じるタイプと罠に掛かったゴーストにダメージを与えるタイプの2種類が存在し、罠によって効果範囲やゴーストを捕縛できる時間（前者）、与えられるダメージの量（後者）が異なる。最大5個まで設置できる。
全体効果アイテム
プレイヤーが滞在している部屋にいる全てのゴーストに効果を及ぼすアイテム。その場にいる全てのゴーストの動きを封じるタイプとその場にいる全てのゴーストにダメージを与えるタイプの2種類が存在する。
合成パーツ
アイテム合成用のパーツ。単体では使用できない。
回復アイテム
ハーブや回復薬などといったライフを回復するアイテム。中には、防具として装備できるものが存在する。
キーアイテム
ダンジョン内の仕掛けの攻略に必要となる重要アイテム。他のアイテムとは違って捨てることができない。

## 用語
アリギエリ邸
本作の舞台となる幽霊屋敷。いつ頃建てられたのかについては全く明らかにされていないが、20年前に世界的に有名な画家・アリギエリがその館を別荘として入手したことから、便宜上「アリギエリ邸」と呼ばれている。彼の死から数年後、館の周辺で怪奇現象が目撃されるようになり、その噂に惹かれた9名の研究者たちが科学的調査のために訪問したが、そのうちの6名が館内で行方不明となった。救出された3名の研究者の1人が「館内でゴーストに襲われた」と証言したことから、ゴーストが人間を捕えてあの世へ導く館として恐れられるようになった。
サプレッサー
ジョージが発明した対ゴースト用のメカ。近距離にしか対応しておらず、動き回るタイプのゴーストには狙いを定められないという弱点がある。
ゴーストセンサー
ジョージの発明品。ゴーストとの距離によって音と反応が変化するほか、ゴーストの数によって反応の色が変化する。
魔道書
アリギエリ邸内に隠されている謎の書物。全部で9冊存在し、アリギエリ邸の謎に深く関わっている。